# Hervé Croze
Pour les articles homonymes, voir Croze (homonymie).
Hervé Croze est un professeur de droit français, qui a par ailleurs eu une activité de scénariste de bande dessinée et d'auteur de contes dans les années 1970.

## Biographie
Hervé Croze intervient ponctuellement dans Spirou à partir de 1970, écrivant des rédactionnels qui sont illustrés entre autres par André Franquin et Jean-Claude Fournier (« Les Mémoires de Spip » en 1976-1977). Il écrit aussi des scénarios pour Pierre Tranchand (Boris Bouncraft en 1977), Patrick Blanchart (Drakko), Michel Pierret (Ceux du Khandôr en 1977) et Arthur Piroton (Jess Long : Ses adieux à la scène en 1979). Il signe avec Pierret quatre récits de Papilio dans Tintin entre 1979 et 1986.

## Publications

### Albums de bande dessinée
- Jess Long t. 11 : Ses adieux à la scène / Double Jeu (scénario), avec Arthur Piroton (dessin), Dupuis, coll. « Histoires peu ordinaires », 1986  (ISBN 2-8001-1376-6).
- « Les Mémoires de Spip » (texte), avec Jean-Claude Fournier (illustration), dans Spirou et Fantasio t. 11 : 1976-1979, Dupuis, coll. « Les Intégrales », 2011  (ISBN 978-2-8001-4990-5).
- Ceux du Khandôr (scénario), avec Michel Pierret (dessin), Milwaukke Éditions, 2002  (ISBN 2-914633-10-6).
- Ceux du Khandôr (scénario), avec Michel Pierret (dessin), Plotch Splaf, 2015  (ISBN 979-10-92402-12-4).
- Papîlio, tome IV (scénario), avec Michel Pierret (dessin), Plotch Splaf, 2013 .

### Ouvrages juridiques
'Procédure civile' (Lexis Nexis 2024), en collaboration avec R.Laher

### Autres
'Introduction au droit martien (Litec 2005)
Vous perdez la tête, Élisabeth, roman policier de procédure pénale en collaboration avec Mathias Murbach (Enrick B, 2019).
Des cadenas sous les verrous, , roman policier de procédure pénale en collaboration avec Mathias Murbach (Enrick B, 2024).
Jeu de cartes de procédure civile (Lexis Nexis, 2024)